# Collegio di Southampton Itchen
Southampton Itchen è un collegio elettorale inglese situato nell'Hampshire rappresentato alla camera dei Comuni del parlamento del Regno Unito. Elegge un membro del parlamento con il sistema maggioritario a turno unico; l'attuale parlamentare è Darren Paffey del Partito Laburista, che rappresenta il collegio dal 2024.

## Estensione

Southampton Itchen dal 2010 al 2024

- 1950-1955: i ward del County Borough di Southampton di Bevois, Bitterne and Peartree, Bitterne and Sholing, Newtown, Northam, Portswood, St Denys, St Mary's, Trinity e Woolston.[1]
- 1955-1983: i ward del County Borough di Southampton di Bitterne, Harefield, Peartree and Bitterne Manor, St Denys and Bitterne Park, St Luke's, St Mary's, Sholing, Swaythling e Woolston.[2]
- 1983-1997: i ward della Città di Southampton di Bargate, Bitterne, Bitterne Park, Harefield, Peartree, St Luke's e Sholing.
- 1997-2024: i ward della Città di Southampton di Bargate, Bitterne, Bitterne Park, Harefield, Peartree, Sholing e Woolston.
- dal 2024: i ward della Città di Southampton di Bargate, Bitterne Park, Harefield, Peartree, Sholing, Thornhill e Woolston, oltre a due distretti elettorali del ward di Banister and Polygon.

Il collegio copre la parte orientale della città di Southampton, nell'Inghilterra meridionale, e nello specifico il centro cittadino, le aree portuali ad est, l'esclusivo quartiere di Ocean Village, gli edifici del centro città e i quartieri più degradati al confine orientale della città. Dei due collegi di Southampton (l'altro è Southampton Test), quello di Itchen è visto come più operaio.

## Storia
Il collegio fu creato per le elezioni generali del 1950, quando fu abolito il precedente collegio di Southampton, che eleggeva due deputati. Prende il nome dal fiume Itchen, che scorre attraverso la città, e che è il minore dei due fiumi maggiori che si riversano nel Southampton Water. Fino agli anni '70 il collegio rappresentò un seggio sicuro per i laburisti, ma nel 1983 elesse il conservatore Christopher Chope e nel 1987 il deputato di allora, Bob Mitchell, lasciò il partito Laburista per il Partito Social Democratico. La combinazione di Mitchell come forte candidato social democratico sia alle elezioni del 1983 che alle elezioni del 1987, insieme ai forti successi dei conservatori, resero Southampton Itchen altamente contendibile.
L'ex deputato laburista John Denham sconfisse di misura Chope per 551 voti nel 1992 e detenne il seggio con vantaggio sempre deboli fino al 2010, quando vinse per soli 192 voti. Queste elezioni con risultati ravvicinati, insieme ai moderati risultati di terzi partiti, rendono il collegio di Southampton Itchen contendibile.
Royston Smith vinse inaspettatamente con il Partito Conservatore nel 2015; il suo risultato nel 2017, quando detenne il seggio per soli 31 voti, rese il collegio il primo della lista degli obiettivi del Partito Laburista.

## Membri del parlamento
| Elezione | Elezione    | Deputato          | Partito            |
| -------- | ----------- | ----------------- | ------------------ |
|          | 1950        | Ralph Morley      | Laburista          |
| 1955     | Horace King |                   | Laburista          |
|          | Horace King | 1965              | Speaker            |
|          | 1971 (S)    | Bob Mitchell      | Laburista          |
|          | 1981        | Bob Mitchell      | Social Democratico |
|          | 1983        | Christopher Chope | Conservatore       |
|          | 1992        | John Denham       | Laburista          |
|          | 2015        | Royston Smith     | Conservatore       |
|          | 2024        | Darren Paffey     | Laburista          |

## Elezioni

### Elezioni negli anni 2020
| Partito                    | Partito                                           | Candidato                  | Risultati 4 luglio 2024 | Risultati 4 luglio 2024 |
| Partito                    | Partito                                           | Candidato                  | Voti                    | %                       |
| -------------------------- | ------------------------------------------------- | -------------------------- | ----------------------- | ----------------------- |
|                            | Laburista                                         | Darren Paffey              | 15 782                  | 41,47                   |
|                            | Conservatore                                      | Sidney Yankson             | 9 677                   | 25,43                   |
|                            | Reform UK                                         | Alex Culley                | 6 853                   | 18,01                   |
|                            | Verde                                             | Neil McKinnon Lyon Kelly   | 2 793                   | 7,34                    |
|                            | Lib Dem                                           | James Edward Batho         | 2 684                   | 7,05                    |
|                            | TUSC                                              | Declan Peter Clune         | 264                     | 0,69                    |
|                            |                                                   |                            |                         |                         |
| Iscritti                   | Iscritti                                          | Iscritti                   | 68 379                  | 100,00                  |
| ↳ Votanti (% su iscritti)  | ↳ Votanti (% su iscritti)                         | ↳ Votanti (% su iscritti)  | 38 053                  | 55,65                   |
| ↳ Astenuti (% su iscritti) | ↳ Astenuti (% su iscritti)                        | ↳ Astenuti (% su iscritti) | 30 326                  | 44,35                   |
|                            |                                                   |                            |                         |                         |
|                            | Esito: collegio passa da Conservatore a Laburista |                            |                         |                         |

### Elezioni negli anni 2010
| Partito                    | Partito                                   | Candidato                  | Risultati 12 dicembre 2019 | Risultati 12 dicembre 2019 |
| Partito                    | Partito                                   | Candidato                  | Voti                       | %                          |
| -------------------------- | ----------------------------------------- | -------------------------- | -------------------------- | -------------------------- |
|                            | Conservatore                              | Royston Smith              | 23 952                     | 50,51                      |
|                            | Laburista                                 | Simon Letts                | 19 454                     | 41,02                      |
|                            | Lib Dem                                   | Liz Jarvis                 | 2 503                      | 5,28                       |
|                            | Verdi                                     | Osman Sen-Chadun           | 1 040                      | 2,19                       |
|                            | UKIP                                      | Kim Rose                   | 472                        | 1,00                       |
|                            |                                           |                            |                            |                            |
| Iscritti                   | Iscritti                                  | Iscritti                   | 72 293                     | 100,00                     |
| ↳ Votanti (% su iscritti)  | ↳ Votanti (% su iscritti)                 | ↳ Votanti (% su iscritti)  | 47 421                     | 65,60                      |
| ↳ Astenuti (% su iscritti) | ↳ Astenuti (% su iscritti)                | ↳ Astenuti (% su iscritti) | 24 872                     | 34,40                      |
|                            |                                           |                            |                            |                            |
|                            | Esito: collegio confermato a Conservatore |                            |                            |                            |

| Partito                    | Partito                                   | Candidato                  | Risultati 8 giugno 2017 | Risultati 8 giugno 2017 |
| Partito                    | Partito                                   | Candidato                  | Voti                    | %                       |
| -------------------------- | ----------------------------------------- | -------------------------- | ----------------------- | ----------------------- |
|                            | Conservatore                              | Royston Smith              | 21 773                  | 46,54                   |
|                            | Laburista                                 | Simon Letts                | 21 742                  | 46,47                   |
|                            | Lib Dem                                   | Eleanor Bell               | 1 421                   | 3,04                    |
|                            | UKIP                                      | Kim Rose                   | 1 122                   | 2,40                    |
|                            | Verdi                                     | Rosie Pearce               | 725                     | 1,55                    |
|                            |                                           |                            |                         |                         |
| Iscritti                   | Iscritti                                  | Iscritti                   | 71 753                  | 100,00                  |
| ↳ Votanti (% su iscritti)  | ↳ Votanti (% su iscritti)                 | ↳ Votanti (% su iscritti)  | 46 783                  | 65,20                   |
| ↳ Astenuti (% su iscritti) | ↳ Astenuti (% su iscritti)                | ↳ Astenuti (% su iscritti) | 24 970                  | 34,80                   |
|                            |                                           |                            |                         |                         |
|                            | Esito: collegio confermato a Conservatore |                            |                         |                         |

| Partito                    | Partito                                           | Candidato                  | Risultati 7 maggio 2015 | Risultati 7 maggio 2015 |
| Partito                    | Partito                                           | Candidato                  | Voti                    | %                       |
| -------------------------- | ------------------------------------------------- | -------------------------- | ----------------------- | ----------------------- |
|                            | Conservatore                                      | Royston Smith              | 18 656                  | 41,73                   |
|                            | Laburista                                         | Rowenna Davis              | 16 340                  | 36,55                   |
|                            | UKIP                                              | Kim Rose                   | 6 010                   | 13,44                   |
|                            | Verdi                                             | John Spottiswoode          | 1 876                   | 4,20                    |
|                            | Lib Dem                                           | Eleanor Bell               | 1 595                   | 3,57                    |
|                            | TUSC                                              | Sue Atkins                 | 233                     | 0,52                    |
|                            |                                                   |                            |                         |                         |
| Iscritti                   | Iscritti                                          | Iscritti                   | 72 346                  | 100,00                  |
| ↳ Votanti (% su iscritti)  | ↳ Votanti (% su iscritti)                         | ↳ Votanti (% su iscritti)  | 44 710                  | 61,80                   |
| ↳ Astenuti (% su iscritti) | ↳ Astenuti (% su iscritti)                        | ↳ Astenuti (% su iscritti) | 27 636                  | 38,20                   |
|                            |                                                   |                            |                         |                         |
|                            | Esito: collegio passa da Laburista a Conservatore |                            |                         |                         |

| Partito                    | Partito                                | Candidato                  | Risultati 6 maggio 2010 | Risultati 6 maggio 2010 |
| Partito                    | Partito                                | Candidato                  | Voti                    | %                       |
| -------------------------- | -------------------------------------- | -------------------------- | ----------------------- | ----------------------- |
|                            | Laburista                              | John Denham                | 16 326                  | 36,76                   |
|                            | Conservatore                           | Royston Smith              | 16 134                  | 36,33                   |
|                            | Lib Dem                                | David Goodall              | 9 256                   | 20,84                   |
|                            | UKIP                                   | Alan Kebbell               | 1 928                   | 4,34                    |
|                            | Verdi                                  | John Spottiswoode          | 600                     | 1,35                    |
|                            | TUSC                                   | Tim Cutter                 | 168                     | 0,38                    |
|                            |                                        |                            |                         |                         |
| Iscritti                   | Iscritti                               | Iscritti                   | 74 516                  | 100,00                  |
| ↳ Votanti (% su iscritti)  | ↳ Votanti (% su iscritti)              | ↳ Votanti (% su iscritti)  | 44 412                  | 59,60                   |
| ↳ Astenuti (% su iscritti) | ↳ Astenuti (% su iscritti)             | ↳ Astenuti (% su iscritti) | 30 104                  | 40,40                   |
|                            |                                        |                            |                         |                         |
|                            | Esito: collegio confermato a Laburista |                            |                         |                         |

### Elezioni negli anni 2000
| Partito                    | Partito                                | Candidato                  | Risultati 5 maggio 2005 | Risultati 5 maggio 2005 |
| Partito                    | Partito                                | Candidato                  | Voti                    | %                       |
| -------------------------- | -------------------------------------- | -------------------------- | ----------------------- | ----------------------- |
|                            | Laburista                              | John Denham                | 20 871                  | 48,28                   |
|                            | Conservatore                           | Flick Drummond             | 11 569                  | 26,76                   |
|                            | Lib Dem                                | David Goodall              | 9 162                   | 21,20                   |
|                            | UKIP                                   | Kim Rose                   | 1 623                   | 3,75                    |
|                            |                                        |                            |                         |                         |
| Iscritti                   | Iscritti                               | Iscritti                   | 77 882                  | 100,00                  |
| ↳ Votanti (% su iscritti)  | ↳ Votanti (% su iscritti)              | ↳ Votanti (% su iscritti)  | 43 225                  | 55,50                   |
| ↳ Astenuti (% su iscritti) | ↳ Astenuti (% su iscritti)             | ↳ Astenuti (% su iscritti) | 34 657                  | 44,50                   |
|                            |                                        |                            |                         |                         |
|                            | Esito: collegio confermato a Laburista |                            |                         |                         |

| Partito                    | Partito                                | Candidato                  | Risultati 7 giugno 2001 | Risultati 7 giugno 2001 |
| Partito                    | Partito                                | Candidato                  | Voti                    | %                       |
| -------------------------- | -------------------------------------- | -------------------------- | ----------------------- | ----------------------- |
|                            | Laburista                              | John Denham                | 22 553                  | 54,51                   |
|                            | Conservatore                           | Caroline Nokes             | 11 330                  | 27,39                   |
|                            | Lib Dem                                | Mark Cooper                | 6 195                   | 14,97                   |
|                            | UKIP                                   | Kim Rose                   | 829                     | 2,00                    |
|                            | Alleanza Socialista                    | Gavin Marsh                | 241                     | 0,58                    |
|                            | Laburista Socialista                   | Michael Holmes             | 225                     | 0,54                    |
|                            |                                        |                            |                         |                         |
| Iscritti                   | Iscritti                               | Iscritti                   | 76 616                  | 100,00                  |
| ↳ Votanti (% su iscritti)  | ↳ Votanti (% su iscritti)              | ↳ Votanti (% su iscritti)  | 41 373                  | 54,00                   |
| ↳ Astenuti (% su iscritti) | ↳ Astenuti (% su iscritti)             | ↳ Astenuti (% su iscritti) | 35 243                  | 46,00                   |
|                            |                                        |                            |                         |                         |
|                            | Esito: collegio confermato a Laburista |                            |                         |                         |

## Risultati dei referendum

### Referendum sulla permanenza del Regno Unito nell'Unione europea del 2016
|             | Collegio           | Lasciare UE % | Rimanere in UE % |
| ----------- | ------------------ | ------------- | ---------------- |
|             | Southampton Itchen | 59,9%         | 40,1%            |
| Inghilterra | 53,3%              | 46,7%         |                  |
| Regno Unito | 51,9%              | 48,1%         |                  |